# Historični materializem
Histórični materialízem je aplikacija dialektičnega materializma na zgodovinski razvoj družbe. Dialektični materializem poudarja, da ni misel tista, ki izoblikuje materialni svet (ta vključuje tudi družbene odnose), ampak je nasprotno materialni svet tisti, ki prvi določa stanje zavesti. Če to apliciramo na zgodovinski razvoj, to pomeni, da pri obravnavanju nekega konkretnega družbenega stanja, kot na primer družbene razredne strukture ali stanja svetovne politike, tega stanja nikoli ne smemo obravnavati kot nekaj, kar je popolnoma izolirano v času in bi obstajalo že od nekdaj, ampak nasprotno kot produkt dolgotrajne zgodovine. Marxove besede iz uvoda v Osemnajsti brumaire Ludvika Bonaparta povzamejo bistvo: 
»Ljudje delajo svojo lastno zgodovino, toda ne delajo je, kakor bi se njim zljubilo, ne delajo je v okoliščinah, ki so si jih sami izbrali, temveč v okoliščinah, na kakršne so neposredno zadeli, kakršne so bile dane in ustvarjene s tradicijo.«

## Temeljni koncepti

### Baza in nadstavba
Družbeno bazo sestavljajo produkcijski odnosi, ki določajo, kdo ima nadzor nad družbeno produkcijo ter s kakšno metodo si prilašča njene produkte. Za razredne produkcijske odnose je značilna delitev družbe na dve večji skupini. Prva skupina je vladajoči razred, ki imajo monopol nad družbeno produkcijo. To jim tudi omogoča, da si prisvajajo sadove tujega dela; njim ni treba delati, ker jih vzdržuje nekdo drug, ker nekdo drug dela namesto njih. Ta nekdo drug je razred producentov, ki morajo torej vzdrževati sebe in vladajoči razred. S tem je tudi razviden prvi pogoj za obstoj razredne družbe; produktivne sile morajo biti dovolj razvite, da lahko družbeni presežek (oziroma presežek nad delom, ki ga posameznik potrebuje, da krije lastne potrebe) vzdržuje razred, ki ne dela.
Načinov prilaščanja presežnega produkta je več. V primeru suženjstva je producent osebna lastnina izkoriščevalca (sužnjelastnika). V primeru fevdalizma je izkoriščevalec (aristokrat) lastnik zemlje, na kateri kmet živi, iz tega lastninskega naslova pa aristokrat od kmeta terja dajatve in tlako. V primeru kapitalizma ima izkoriščevalec (kapitalist) monopol nad produkcijskimi sredstvi, ki so nujna za potek produkcijskega procesa. Mezdni delavec razpolaga le z lastno delovno silo, ki jo mora oddajati v najem kapitalistu; ta si prilasti vse sadove njegovega dela, ker je lastnik produkcijskih sredstev in je zato produkcija v njegovi zasebni domeni.
Pomembna omejitev, ki določa, kakšni so razredni odnosi v danem trenutku na danem ozemlju, je razvitost produktivnih sil. Kapitalistični način produkcije na primer zahteva kolektivni značaj produkcije tudi znotraj individualnih obratov; zahteva razvito delitev dela in koncentracijo produkcijskih sredstev, ki presegata kmečko privatno lastnino (tj. samozadostno družinsko kmetijo), značilno za fevdalizem.
Družbeno nadstavbo sestavljajo tako njene institucije kot družbena zavest nasploh. Pod prve spadajo pravo, družina, država in vse ostale družbene institucije, tako represivne (npr. vojska in policija) kot ideološke (šolstvo, mediji, tudi cerkev). Primer druge so družbene norme in vrednote, morala in kultura, ki tvorijo družbeno ideološko nadstavbo.
Metafora baze in nadstavbe ni naključna. Osnovne značilnosti ideološke nadstavbe so namreč pogojene z njeno ekonomsko bazo. Nekateri koncepti, kot na primer družina in pravo, so dovolj abstraktni, da preživijo spremembe družbenega reda; s tem dajejo vtis, da so univerzalni in večni. Kar pa ne drži: dober primer nadstavbe, ki se prilagaja glede na bazo, je ravno pravo. Pri lastninskem pravu se, na primer, spreminja, kaj spada pod lastnino (v primeru suženjstva, na primer, tudi ljudje); nadalje pravo ne določa produkcijskih odnosov, ampak so nasprotno produkcijski odnosi tisti, ki določajo pravo, ki določajo, kaj v zakonih pomenijo sicer abstraktne besede, kot na primer »lastnina« in »svoboda«. Tako je tudi treba razumeti Marxov in Engelsov odziv na ugovore na zahtevo po odpravi privatne lastnine:
»[Buržoaziji] Vaše ideje same so proizvodi meščanskih produkcijskih in lastninskih razmerij, tako kot je vaše pravo le v zakon povzdignjena volja vašega razreda, volja, katere vsebina je podana v materialnih življenjskih pogojih vašega razreda.«

### Dinamika družbenega razvoja
Produktivne sile niso statične; tekom zgodovine se razvijajo. Pri tem pa stopijo v konflikt s prevladujočimi produkcijskimi odnosi, ki postanejo za nadaljnji razvoj produktivnih sil ovira
V primeru fevdalizma so takšno oviro predstavljali cehi, ki so zahtevali monopol nad svojo produkcijsko sfero, sam obseg produkcije pa so strogo omejevali tako, da so omejevali število mojstrov (obrtnikov). To je stopalo v nasprotje tako z odprtjem novih trgov (z odkritjem novih celin) kot z razvojem manufaktur. Slednje so zahtevale veliko število delavcev, delo obrtnika pa so razbile na vrsto enostavnih nalog, ki se jih je dalo bistveno hitreje naučiti (strojna produkcija je trende le še pospešila). Vse navedeno je vodilo v slabitev in dokončno odpravo cehov. Manufaktura in nadalje strojna produkcija sta tudi odpravili kmečko privatno lastnino; kmečka domača delavnica se ni mogla kosati s produktivnostjo kapitalistične produkcije.
V primeru kapitalizma razvoj produkcije pričenjajo omejevati že sami zakoni kapitalistične produkcije iz dveh razlogov. Prvič: ker se produkcija usmerja glede na tržne potrebe in je namenjena maksimiranju profita namesto kritju družbenih potreb. Drugič: ker s konkurenco iz cirkulacije izpade del kapitala, ki bi bodisi krožil po nižji (in zato nezadovoljivi) profitni meri bodisi bi moral izpodriniti kapital, ki je že v cirkulaciji (s čimer se ne bi nič spremenilo).
V obeh primerih so produktivne sile in produkcijski odnosi v čedalje večjem konfliktu; pojavi se potreba po novih produkcijskih odnosih. Ti se vzpostavijo z revolucijo, ki zamenja družbeno ekonomsko bazo, s tem pa tudi njeno ideološko nadstavbo. Za dokončne spremembe nadstavbe morajo biti zaključene spremembe v ekonomski bazi; če ta pogoj ni izpolnjen, je nadstavba spremenjena le na nivoju besed, ne pa tudi vsebine.
Althusser dopolnjuje, da iz tega ne sledi nujno, da mora biti ekonomska baza tista, ki sproži vsakršno spremembo; iniciativa lahko pride tudi iz nadstavbe. Ne glede na to, kdo poda iniciativo, pa je za vsakršne trajne spremembe nujno, da spremembam v eni sferi sledijo spremembe v drugi sferi. To velja toliko bolj za revolucionarne pobude, ki jih poda nadstavba; če ekonomska baza ni zmožna izpolniti postavljenih zahtev, končni rezultat ni revolucija, ampak izpad nadstavbe, status quo pa se ohrani.

## Primeri aplikacije historičnega materializma

### Nastanek kapitalizma
Primer nezgodovinske obravnave družbenega sistema je tako imenovani ekonomski izvirni greh kapitalizma. Po tej verziji nastanka kapitalizma naj bi ta nastal, ker je nekoč obstajala peščica marljivih in varčnih posameznikov, ki so zaradi teh lastnosti prevladali nad »leno« in »potratno« večino; prvi naj bi danes bili buržoazija, drugi pa proletarci. 
Kapitalizem je nasprotno nastal s pomočjo prvotne akumulacije kapitala. Pri tej akumulaciji so ključne tri metode; izkoriščanje novih kolonialnih ozemelj, koncentracije bogastva v rokah trgovcev ter ekspropriacija (razlastitev) kmečkega prebivalstva. Na tem mestu zadostuje opazka, da kapitalizem ni nastal zaradi zaslug ekonomsko racionalnih in preračunljivih posameznikov, ampak zaradi zgodovinskega razvoja evropske družbe. To velja tako za buržoazijo, ki si je monopol nad produkcijskimi sredstvi (ključni pogoj za obstoj kapitalizma) pridobila s prvotno akumulacijo, kot za nastanek razreda mezdnih delavcev, ki je bil ena izmed žrtev prvotne akumulacije kapitala.

#### Razvoj kapitalizma pod zunanjimi pritiski
V deželah, ki so kapitalizem »uvozile« od zunaj, se ta razvije drugače kot v deželah, kjer se razvil »organsko«. Med že razvitimi kapitalističnimi deželami in deželami, kjer se mora kapitalizem pod zunanjim pritiskom šele dokončno razviti, je najpomembnejša razlika v hitrosti kapitalističnega razvoja. Ta vodi v dve večji posledici. 
Prva posledica je poostren razredni antagonizem med buržoazijo in novonastalim proletariatom; razmerje moči je močno nagnjeno v prid buržoaziji, kar ima posledice tudi na splošnem življenjskem položaju novonastalega delavskega razreda. Takšen razvoj dogodkov ni omejen le na dežele, ki morajo »nadoknaditi« za razvitimi kapitalističnimi deželami, ampak je splošna značilnost začetnih faz v razvoju kapitalizma. V prvem zvezku Kapitala Marx pod poglavjem »Tako imenovana prvotna akumulacija kapitala« navaja, da se položaj kmetov s tranzicijo v proletariat ni izboljšal, temveč poslabšal; k temu je pripomogla tudi država, ki je postavljala maksimalno mezdo ter se znašala nad klateži (ti so bili »stranska posledica« relativne preobljudenosti).
Druga posledica je, da v deželi sobivata tako kapitalizem kot ostanki predhodne razredne družbe (večinoma fevdalizma). Posledica tega je, da znotraj iste dežele potekata dva razredna boja; prvi razredni boj je boj med proletariatom in buržoazijo, drugi pa med kmetom in zemljiškim posestnikom. Ta boja se medsebojno prepletata (toliko bolj, ker obstajajo tudi družinske vezi med delavci in kmeti). Tako pride do združitve interesov proletariata in kmetov; buržoazija in aristokracija sta sicer v medsebojnih konfliktov, a se v boju pred grožnjo revolucije delavcev in kmetov poenotita .
Podoben vpliv je v takšnih deželah možno zaslediti tudi na področju njihove filozofije. Marx in Engels sta v delu »Sveta družina« pripomnila, da je (klasična) nemška filozofija prevzela »najslabše obeh svetov«; iz francoske buržoazne revolucije je prevzela liberalni individualizem, iz nemškega fevdalizma teološko filozofsko podlago.

### Imperializem
Pojmovanje imperializma, ki njegove izvore išče bodisi v sami narave države bodisi v individualnih »zablodah« znotraj vladajočega razreda, trpi za veliko pomanjkljivostjo, da samega imperializma ne obravnava v njegovem zgodovinskem kontekstu. Po eni strani je imperializem obstajal že pred kapitalizmom; kolonializem, ena izmed značilnosti imperializma, je bila celo eden izmed pomembnejših faktorjev tako imenovane prvotne akumulacije kapitala, ključne za nastanek kapitalizma. Po drugi strani pa imperializem ni le zgodovinska dediščina, ki jo kapitalizem prevzame od svojih predhodnikov, ampak je posledica razvoja kapitalističnega načina produkcije.
Za razumevanje kapitalističnega imperializma skozi perspektivo historičnega materializma moramo tega poznati in razumeti na treh nivojih.
Prvi nivo je izključno zgodovinski: da ima torej kapitalistični imperializem kontinuiteto z imperializmom predhodnih razrednih družb, a ta kontinuiteta ni potrebna, saj sam razvoj kapitalizma vodi v razvoj imperializma. 
Za razumevanje sistemskih ekonomskih mehanizmov, ki vzpostavijo povezavo med kapitalizmom in imperializmom, je potrebno razumeti povezavo med monopoli ter potrebo po izvozu kapitala. Ne eno ne drugo ni prevladujoči faktor skozi celotno zgodovino kapitalizma, ampak mora nasprotno koncentracija kapitala doseči stopnjo, kjer monopoli niso le občasni fenomen med gospodarsko blaginjo, ampak nasprotno postanejo prevladujoča značilnost kapitalistične ekonomije. Z drugimi besedami: ekonomska plat kapitalističnega imperializma sestoji tako iz temeljnih zakonov kapitalističnega načina produkcije kot zgodovinskega razvoja kapitalizma.
Imperialistične zunanje politike nadalje ne moremo jemati izolirano in iztrgano iz slehernega zgodovinskega konteksta. Po eni strani moramo upoštevati sam odnos med državo in vladajočim razredom (glej Država in revolucija); po drugi strani moramo upoštevati položaj konkretne države v svetovni politiki. 
Primer drugega je zgodovinski razvoj zunanje politike Nemčije od njene združitve do prve svetovne vojne. Izbrani fokus je na prvi pogled banalen; odnos do mornarice. Dokler združitev nemških dežel še ni bila končana, dokler je Prusija, najmočnejša izmed teh dežel, bila obkrožena s tekmeci na evropski celini, je poudarek bil na kopenski vojski, kar je sovpadalo s prusko zunanjo politiko; konsolidacijo politične oblasti na območju današnje Nemčije in obramba pred sosedi, kot na primer Avstrijo in Francijo. Ko je ta cilj bil dosežen, se je Nemčija preusmerila v kolonializem; s tem so interesi mornarice dobili večjo težo, saj je premoč na morju postala pomemben faktor pri varovanju trgovskih poti (te so zaradi kolonialne trgovine prešle tudi na morje).
Nadalje je potrebno razumevanje med prepletanjem političnih, vojaških in ekonomskih vzvodov imperializma. Glavni cilj imperializma sta izvoz kapitala in izkoriščanje kolonij s kombinacijo poceni delovne sile in surovin; glavni interes imperializma je torej ekonomski. Če ekonomski vzvodi odpovejo, pa imperialistična dežela brez večjega oklevanja poseže po metodah političnega in vojaškega pritiska; ti segajo od zgolj grožnje z vojaškim posredovanjem (tako imenovana »diplomacija topnjač«, tudi »Tomahawk diplomacija«) do dejanskih vojaških posredovanj in državnih udarov, ki uživajo podporo imperialističnih obveščevalnih agencij.

### Razvoj političnih dogodkov in razredni boj

#### Osemnajsti brumaire Ludvika Bonaparta
Primer aplikacije historičnega materializma za analizo zgodovinskih dogodkov je državni udar Napoleona III v Franciji leta 1851. Marxova analiza državnega udara se ne omejuje na neposredne dogodke pred samim udarom, ampak nasprotno sega več let nazaj; podrobnejša analiza se začne leta 1848. S pomočjo pristopa historičnega materializma Marx v delih »Osemnajsti brumaire Ludvika Bonaparta« in »Razredni boji v Franciji« pojasni, zakaj Napoleonov udar ni bil posledica njegovih osebnih kompetenc, ampak je nasprotno bil posledica širše dinamike razrednih bojev v deželi.
Tako Marx na primer upošteva, da sam vladajoči razred ni bil enoten, ampak je bil nasprotno razklan na dve večji frakciji; orleaniste in legitimiste. Pod legitimisti, ki so podpirali pred-revolucionarno vejo dinastije Bourbon, so se zbrali pripadniki stare aristokracije; pod orleanisti, ki so podpirali orleansko vejo iste (Bourbonske) dinastije, se je zbrala buržoazija. Vprašanje, katera dinastična veja ima večjo legitimnost do državne oblasti, je tako bilo površinsko; pomembnejše je bilo vprašanje, kateri razredi podpirajo katero vejo. Konflikt med dinastičnima vejama je tako bil – konflikt med vladajočimi razredi.
Ker sta obe frakciji vladajočega razreda bili v medsebojnem konfliktu, politična ureditev ni bila monarhija, ampak republika. Omeniti je treba še montanjo, ki je izhajala iz vrst radikalnega malomeščanstva; ta je sicer pozivala k spremembam, a je ob množičnih demonstracijah te mirila in pozivala k dialogu. Ključni faktor pri tem pa je bil pritisk militantnega delavskega razreda, ki je pričel ogrožati obe frakciji vladajočega razreda. Ti frakciji sta se lahko spravili le pod nekom, ki bi ju istočasno obranil tako pred revolucionarnim proletariatom kot njunimi lastnimi medsebojnimi konflikti. Rešitev za vladajoči razred se je pojavila v obliki Napoleona III, ki je svojo podporo črpal tudi iz vrst lumpenproletariata in kmetov. Uspeh za njegov državni udar leta 1851 tako ne gre pripisati Napoleonu III samemu, ampak razrednemu ozadju, ki je bilo ključno za njegov vzpon na oblast.

#### Reformacija kot spopad med razredi
V delu Nemška kmečka vojna Friedrich Engels obravnava razredno ozadje, ki je privedlo do istoimenskega kmečkega upora v nemških deželah med letoma 1524 in 1525. V delu Engels tudi prikazuje, kako je reformacija sicer bila ideološki spopad, a je sam spopad imel materialne temelje v razredni strukturi takratne družbe. Cerkev je, na primer, imela monopol nad družbeno intelektualno dejavnostjo, s čimer je imela tudi monopol nad družbeno ideologijo; slednji pojasnjuje, zakaj so ideološki konflikti zavzemali tudi obliko krivoverstva. 
Nadalje je bila cerkev frakcija vladajočega razreda; bila je eden izmed največjih zemljiških posestnikov v deželi, zaradi česar je tudi prihajala v konflikt s plemstvom. Zato si jo je plemstvo prizadevalo oslabiti; ideološka podlaga za razredne pozicije plemstva je tako zavzela obliko krivoverstva (reformacije), ki je zahtevalo revno cerkev. Najbolj znan zagovornik aristokratske reformacije je bil Martin Luther; ta je nasprotoval duhovščini in zahteval oslabitev cerkve, o oslabitvi ali odpravi plemiške oblasti nad kmeti pa ni ničesar rekel. Ko so kmetje svoj upor razširili še proti plemstvu, jih je obsodil in pozval plemstvo, naj upore zaduši. 
Najbolj znan zastopnik kmečke verzije reformacije je bil Thomas Münzer, ki je prav tako nasprotoval duhovščini, sčasoma pa še ostalim frakcijam vladajočega razreda. Münzerjeva retorika in ideologija pa sta odsev zgodovinskih okoliščin, v katerih je deloval. Na svetopisemske tekste in Boga se je skliceval, ker je bilo oboje med kmeti močna avtoriteta. Istočasno pa je pomanjkljiva razredna analiza omejevala njegove začrtane cilje, ki so bili še vedno vezani na krščanske doktrine. Pomembnost historičnega materializma za družbene analize pride dodatno do izraza pri analizi položaja kmečkega gibanja. To bi v vrhuncu svojega odpora brez večjih težav premagalo plemiške vojske; do tega pa ni prišlo, ker niti njihovo vodstvo niti sama baza (kmetje) še niso dosegli stopnje, kjer bi to dejansko lahko storili. Kmečki vodje so bili nevešči vojskovanja, na področju politike pa naivni; revolucionarno krilo navsezadnje sploh ni znalo jasno artikulirati svojih lastnih zahtev niti ni točno vedelo, kako jih realizirati (primer tega je Münzer). Sami kmetje so bili pomanjkljivo organizirani; vstajniki so se redko medsebojno podprli, kar je tudi bila ključna pomanjkljivost, ki je omogočila zmago plemstva.

### Socializem kot tranzicija med kapitalizmom in komunizmom
Marksizem historični materializem uporablja ne le za razumevanje sedanjosti, ampak ga aplicira tudi na svoje pojmovanje prihodnosti. Glavni cilj marksizma, vzpostavitev komunizma (brezrazredne in brez-državne družbe), mora imeti po njegovih lastnih zahtevah tako teoretično kot praktično podlago. 
Še posebej pri zadnjem mora marksizem upoštevati, da je neutemeljeno pričakovati idealne okoliščine za gradnjo komunizma, ampak je ta vedno grajen v konkretnem zgodovinskem družbenem kontekstu (glej zgoraj). Nadalje: ostankov razredne družbe ni moč v celoti odpraviti čez noč. Začetki gradnje komunizma tako neizogibno vsebujejo ostanke preteklega družbenega reda. Z Marxovi besedami iz Kritike gothskega programa: 
»Družba, s katero imamo tu opraviti, je komunistična družba, ki se ni razvila na lastnih temeljih, temveč se, narobe, šele poraja iz kapitalistične družbe, ki se je torej v vseh pogledih, ekonomsko, moralno in duhovno, še drže materina znamenja stare družbe, iz neder katere izhaja.«
Razlog za obstoj socializma kot obdobje tranzicije iz kapitalizma v komunizem izhaja torej iz  praktičnih problemov. Nadalje so specifične značilnosti tega socializma (vsaj v njegovih prvih korakih) odvisne od družbene zgodovine, v kateri se socializem uvaja. V deželi, kjer je kapitalizem že razvit, kolektivizacija poteka drugače kot v deželi, kjer še prevladuje kmečko gospodarstvo z relativno majhnim deležem industrijskega prebivalstva. V deželah, ki so kapitalizem »uvozile«, družbenih bojev ne določa le razredni boj med proletariatom in buržoazijo, ampak tudi med kmeti in zemljiškimi posestniki, oba boja pa se medsebojno povezujeta. 
Podobno historični materializem pogojuje delovanje komunistične partije; kjer ta ni potisnjena v ilegalo, kjer še uživa politično svobodo, mora te možnosti tudi izkoristiti, dokler jih še lahko. Lenin je v delu "Levičarstvo: otroška bolezen komunizma" na to tudi opozarjal komuniste v preostalih evropskih deželah, kot na primer v Združenem Kraljestvu in Nemčiji. Tem je očital, da niso zmožni razlikovati med tem, ali  je neka metoda boja (npr. parlamentarni boj) dejansko preživeta tudi v danem zgodovinskem trenutku ali le v teoriji.